# Deshojando la margarita
Deshojando la margarita (título original en francés: En effeuillant la marguerite) es una película de comedia francesa de 1956 dirigida por Marc Allégret y protagonizada por Brigitte Bardot.

## Argumento
El general Dumont descubre que su hija Agnes es «A.D.», autora de una escandalosa novela clandestina.
Intenta enviarla a un convento pero ella escapa a París para vivir con su hermano. En el tren conoce a Daniel, un periodista. Agnes cree que su hermano es un artista rico, pero en realidad es un pobre guía en el Museo Balzac.
Agnes necesita dinero y se presenta a un concurso de striptease amateur. Daniel está cubriendo el concurso para su revista.

## Reparto
- Brigitte Bardot como Agnès Dumont.
- Daniel Gélin como Daniel Roy.
- Robert Hirsch como Roger Vital.
- Darry Cowl como Hubert Dumont.
- Luciana Paluzzi como Sofía.
- Nadine Tallier como Magali.
- Jacques Dumesnil como general Dumont.
- Madeleine Barbulée como Madame Dumont.
- Georges Chamarat como Baco.
- Mischa Auer como Alexis.
- Mauricet como el Sr. Valentin.
- Yves-Marie Maurin como Toto.
- Patrick Maurin como el hermano menor de Agnès.
- Jacques Jouanneau como Edouard.
- Henri Garcin como uno de los amigos de Daniel.
- Jean-Loup Philippe como uno de los amigos de Daniel.
- Michel Constantin como un espectador del striptease.
- Marc Eyraud como fotógrafo.
- Françoise Arnoul como ella misma.

## Producción
Roger Vadim acababa de escribir una película que lanzó a Bardot como protagonista, Cette sacrée gamine. Llamó a esta película «un trabajo de escritorzuelo basado en una 'idea original' del productor que era todo menos original... Cambié la trama y escribí una historia divertida, romántica y sexy».

## Recepción
En 1956, la película ocupó el puesto 20 entre las películas más vistas del año en la taquilla francesa. Se estrenó antes de la película de Bardot Y Dios creó a la mujer, que ocupó el puesto 13 entre los más populares y Cette sacrée gamine, que ocupó el puesto 12.
Fue estrenada en Estados Unidos como Mademoiselle Striptease. The Washington Post la calificó como «una de las comedias más bonitas del verano». Los Angeles Times lo calificó como «una comedia encantadora, traviesa y muy divertida... Bardot encuentra oro puro... es estrictamente un espectáculo divertido que no intenta probar nada».
También fue lanzada en Estados Unidos como Please Mr. Balzac. The New York Times dijo que «la única excusa para esta comedia romántica singularmente nada espumosa y sin gracia es Brigitte Bardot... [una] farsa flaca, pasada de moda, un poco obscena y extremadamente aburrida... La película es bastante horrible. No es necesaria y nunca lo ha sido».